# Joseph-Albert Kompany wa Kompany
Kompany wa Kompany, né le 7 octobre 1930 dans le Kasaï-Occidental et mort en février 2013, est un écrivain congolais. Dans les années 1990, il s’est fait remarquer par ses romans souvent critiques envers le régime de Mobutu Sese Seko.

## Biographie
Joseph-Albert Kompany wa Kompany est né en 1930 à Katoka  dans la province du Kasaï-Occidental. Il est agronome de formation. En 1959, il quitte Lubumbashi où il travaillait comme correspondant à L'Échos du Katanga pour rejoindre le Mouvement national congolais de Patrice Lumumba. Il a travaillé comme correspondant au quotidien L'Essor du Congo à Kinshasa de 1960 à 1967. À la suite de la surdité qui l’atteint  en 1972, il décide de se consacrer entièrement à la littérature. Au début des années 1970, il devient membre actif de l'Union des écrivains zaïrois (UEZA). Il sera également rédacteur en chef de la revue Culture et Authenticité de 1975 à 1976 puis directeur des éditions Lokolé. À cause de ses œuvres souvent critiques envers le régime de Mobutu, il sera obligé de quitter le Congo en 1993 pour se réfugier en Belgique, à Liège.

## Œuvres
- « Le Corbillard fou », dans Lôlo au royaume des ténèbres, Kinshasa, PanthèreNoire, 1979, coll. « Arishi ».
- Le Gendarme, pièce de théâtre, Kinshasa, UEZA, 1981.
- Les Tortures de Eyenga, Kinshasa, UEZA, 1984, 183 pages[1].
- L'Ogre-empereur ou le Sorcier malgré lui, Bruxelles, Labor, 1995, 173 pages[2].